# Övergrans socken
Övergrans socken i Uppland ingick i Håbo härad, ingår sedan 1971 i Håbo kommun och motsvarar från 2016 Övergrans distrikt.
Socknens areal är 54,32 kvadratkilometer, varav 54,27 land. År 2000 fanns här 918 invånare. Kyrkbyn Övergran med sockenkyrkan Övergrans kyrka ligger i socknen.  

## Administrativ historik
Övergrans socken har medeltida ursprung.
Vid kommunreformen 1862 övergick socknens ansvar för de kyrkliga frågorna till Övergrans församling och för de borgerliga frågorna bildades Övergrans landskommun. Landskommunen uppgick 1952 i Håbo landskommun som 1971 ombildades till Håbo kommun.
Den 1 januari 2016 inrättades distriktet Övergran, med samma omfattning som församlingen hade 1999/2000.
Socknen har tillhört län, fögderier, tingslag och domsagor enligt vad som beskrivs i artikeln Håbo härad. De indelta soldaterna tillhörde Upplands regemente, Sigtuna kompani samt Livregementets dragonkår, Sigtuna skvadron.

## Geografi
Övergrans socken ligger öster om Enköping och omfattar ett näs i Mälaren med Ekolsundsviken innersta del i väster och Ryssviken i nordost med ön Arnö. Socknen är en slättbygd med skogsbygd i väster.
På Arnö ligger Nordens Folkhögskola Biskops-Arnö. Inom socknen ligger även Brunnsta, en by som har bevarat en medeltida planlösning trots alla utskiften på 1600- och 1700-talet. Strax norr om Övergrans kyrka ligger Katrinedals säteri vid stranden av Mälarfjärden Ryssviken. Godset tillhör sedan 1930-talet en gren av den grevliga ätten Bonde af Björnö. 
Länsväg 263 går genom församlingen och E18 skär genom socknens sydvästra del.

## Fornlämningar
Från bronsåldern finns sprida gravrösen, skärvstenshögar, 20 hällristningar samt en mängd skålgropsförekomster. Från järnåldern finns 28 gravfält och en fornborg. Här finns åtta runstenar.

## Namnet
Namnet skrevs 1298 Øffrogræn och innehåller gran, 'granvegetation'. Övre syftar på att området ligger längre upp från Mälaren. Före 1902 skrevs namnet Över-Grans socken.

## Kända personer från bygden
- Jan Fridegård (1897–1968), författare
- Carl Gustaf Morén (1846–1907), språkman och lexikograf